# CulturaItalia
CulturaItalia – Un patrimonio da esplorare è il portale online del Ministero per i beni e le attività culturali, gestito attraverso l'Istituto centrale per il catalogo unico.
Creato nel 2008, è un aggregatore nazionale che raccoglie i dati provenienti da musei, biblioteche, archivi, gallerie e monumenti presenti sul territorio nazionale italiano. L'indicizzazione viene effettuata tramite un thesaurus progettato per gestire e ordinare informazioni eterogenee e provenienti da sistemi di catalogazione differenti. Il portale è interoperabile con gli altri portali maggiori del MiBACT, come Internet Culturale e il Sistema archivistico nazionale. È inoltre partner di Europeana, di cui è uno dei principali fornitori di contenuti culturali per l'Italia.
Il portale ha anche una sezione, MuseiD-Italia, dedicata specificamente ai musei, in cui è possibile ricercare e confrontare opere provenienti da collezioni di diversi istituti, trovare informazioni relative a mostre temporanee e permanenti in tutto il territorio italiano e allo stesso tempo rintracciare le informazioni sulle strutture.
Culturaitalia ha inoltre una sezione dedicata ai dati aperti, rilasciati da tutti i partner del progetto con licenza CC0 e accessibili sia attraverso un endpoint SPARQL che mediante un OAI provider in formato XML e RDF.